# Tonbridge Castle
Tonbridge Castle är ett slott i Storbritannien.   Det ligger i grevskapet Kent och riksdelen England, i den sydöstra delen av landet, 40 km sydost om huvudstaden London. Tonbridge Castle ligger 26 meter över havet.
Terrängen runt Tonbridge Castle är huvudsakligen platt, men åt nordväst är den kuperad. Tonbridge Castle ligger nere i en dal som går i öst-västlig riktning. Runt Tonbridge Castle är det tätbefolkat, med 319 invånare per kvadratkilometer. Närmaste större samhälle är Tonbridge, 0,08 km söder om Tonbridge Castle. Trakten runt Tonbridge Castle består till största delen av jordbruksmark.